# Elvira García
Elvira García (m. ca. 1017) fue reina consorte de León por su matrimonio con el rey Bermudo II de León. Era hija del conde de Castilla García Fernández y de su esposa, la condesa Ava de Ribagorza.

## Biografía
Aunque se desconoce la fecha exacta en que nació, debió ocurrir poco antes o después de 978, al no figurar junto con las hermanas mayores, Urraca y Toda, en el documento fundacional del infantazgo de Covarrubias el 24 de noviembre de dicho año. Contrajo matrimonio hacía finales del mes de noviembre de 991 con su primo carnal, el rey Bermudo II de León, figurando a partir de 992 en los diplomas otorgados por su esposo con quien su padre, el conde de Castilla García Fernández, decidió desposarla, tras haber repudiado el rey a la reina Velasquita de León entre 988 y 991. Este enlace selló una alianza entre el rey leonés y el conde castellano, reforzando extraordinariamente, según el historiador Gonzalo Martínez Díez, el trono leonés.
Su esposo, el rey Bermudo II, falleció en el año 999. La reina madre firma junto con Alfonso V el Fuero de León de 1017. La última aparición de Elvira fue el 18 de agosto de ese mismo año cuando aparece junto con su hijo Alfonso haciendo una donación a la iglesia de Santiago de varios bienes, entre ellos, la villa de Genestacio —que había sido del conde Gonzalo Bermúdez y su mujer Ildoncia y de la que fueron desposeídos por haberse alzado en el castillo de Luna contra el rey Bermudo—, en memoria de su fallecido esposo y en remisión de sus propios pecados, falleciendo la reina Elvira en ese año.

## Sepultura

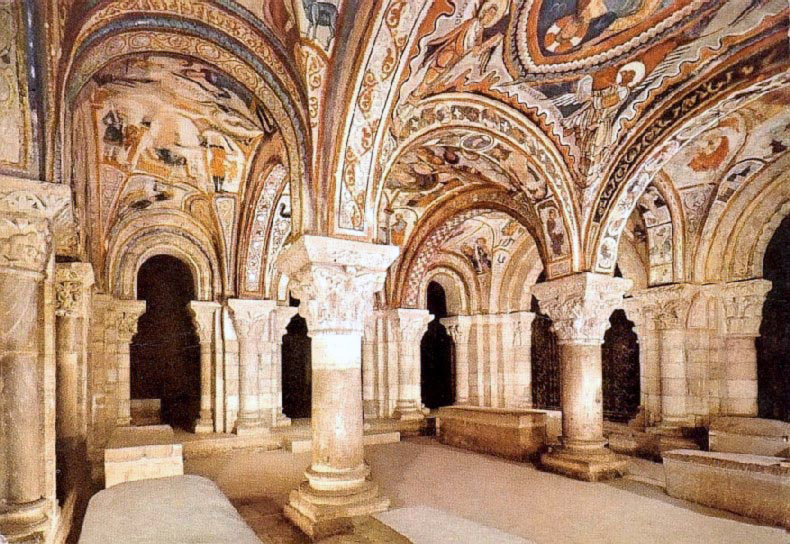
Panteón de los reyes de la basílica de San Isidoro

Después de su fallecimiento, el cadáver de la reina Elvira recibió sepultura en el panteón de reyes de San Isidoro de León, en la ciudad de León. Según el Padre Risco, su cadáver se encontraba depositado en un sepulcro de piedra, grande y liso, y con cubierta de mármol, en la que se leía el siguiente epitafio:

## Matrimonio y descendencia
Fruto de su matrimonio con el rey Bermudo II, nacieron los siguientes hijos:
- Alfonso V de León (994-1028); rey de León.
- Sancha Bermúdez, que vivió en Galicia.[5]
- Teresa Bermúdez (fallecida el 25 de abril de 1039).[5] Según el obispo Pelayo, Tarasiam post mortem patris sui dedit Adefonsus in coniugio, ipsa nolente, cuidam pagano regi toletano pro pace.[6] Ibn Khaldoun observó que «en 993 Bermudo envió a su hija para Almanzor quien la hizo su esclava y después la emancipó y se casó con ella.»[5] Así, de acuerdo con estos autores, Teresa fue entregada por su padre o por su hermano Alfonso a Almanzor y, después de ser liberada tras la muerte de este, regresó al reino de León[7] donde profesó como religiosa en el monasterio de San Pelayo de Oviedo en el que fue sepultada a su muerte.[8] Los historiadores modernos dudan de la veracidad de estos acontecimientos y opinan que existe una confusión con una de las hijas del rey Sancho Garcés II de Pamplona llamada Urraca o Abda que fue dada por su padre en 983 a Almanzor ya que Teresa no nació hasta después de 991. La fecha de su muerte, el 25 de abril de 1039,[9] viene dada en su epitafio que reza: Hic dilecta Deo recubans Tarasia Christo dicata proles Beremundi regis et Geloire reginae uel si obiit sub die vii kalendas magii feria IIII hora mediae noctis, era MLXXVII.